# Joan Caellas Fernández
Joan Caellas Fernández (Cardona, 1963) és un directiu del sector financer. Llicenciat en Ciències Econòmiques i Empresarials per l'INEDE i llicenciat en Ciències Empresarials, secció econòmiques, per la UNED. Joan Caellas comença la seva trajectòria professional, l'any 1987, a Peat Marwick International com a Auditor Júnior. Un any més tard, el 1988, ingressa a Caixa Penedès on ha ocupat diferents llocs de responsabilitat entre els quals destaquen, a partir del 1994, la Direcció del Grup Assegurador i Fons. L'any 2002 ocupa la Direcció Financera del Grup Caixa Penedès fins que al desembre de 2007 és nomenat, a la mateixa entitat, Director General Adjunt. Va ser comdenat per l'Audiència nacional pel cobrament d'un pla de pensions milionari i acomiadat de manera fulminant l'any 2011. Amb motiu del procés de constitució del Grup BMN, fruit del Sistema Institucional de Protecció creat per Caixa Penedès, Caja Murcia, Caja Granada i Sa Nostra, Joan Caellas forma part del Consell d'Administració, de la Comissió Executiva i de la Comissió d'Inversions del Grup BMN, així com del seu Comitè de Direcció.A finals de febrer de 2011 Joan Caellas va ser nomenat Sotsdirector General del Grup BMN, càrrec que exerceix conjuntament amb el de Director General de Caixa Penedès. Es va desvincular de les dues entitats a l'agost de 2011.